# Bencallen Hill
Das 1975 entdeckte Bargrennan Tomb auf dem Bencallen Hill (auch The Druid’s Grave oder Shiel Bridge genannt) liegt 200 m nördlich der Shiel Bridge, in den Wäldern östlich von Barr in South Ayrshire in Schottland.

## Beschreibung
Die in der Mauer eines Schafstalls integrierte Anlage vom seltenen Bargrennan-Typ liegt innerhalb der Forstplantage auf dem Bencallen, etwa 70 m nordöstlich der öffentlichen Straße. Der runde Cairn ist weitgehend abgetragen, aber wahrscheinlich hatte er etwa 15 m Durchmesser. Der überlebende Teil der von Norden zugänglichen Kammer hat noch seine (drei) Decksteine. Zwei Paar aufrechter Platten und der Endstein sind die erhaltenen Tragsteine.

Bencallen Hill
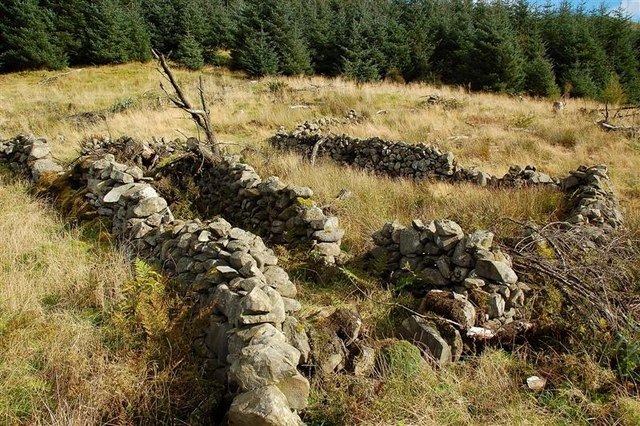
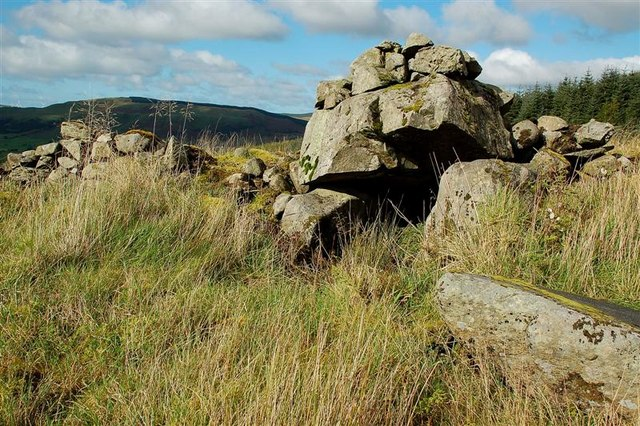
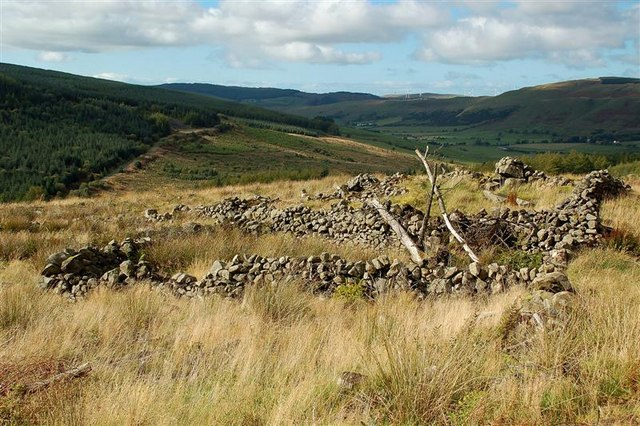